# 色隆托济勒
色隆托济勒（1882年—1938年），屬内蒙古蒙古族，是清末锡林郭勒盟浩齐特左翼旗人，扎萨克额尔德尼郡王。

## 生平
色隆托济勒于1902年（光绪二十八年）袭爵成为扎萨克额尔德尼郡王，赏戴三眼花翎。1910年至1912年，色隆托济勒担任清朝资政院外藩王公世爵议员。1913年牛年之乱爆发，为了躲避兵灾战祸，他带领大部分属户逃往喀尔喀，其三弟松津旺楚克接任王位。他被蒙古博克多汗安置在車臣汗部境内游牧。1932年被蒙古人民共和国判处犯间谍罪，1938年4月15日被处决。1991年平反。